# Bul (document)

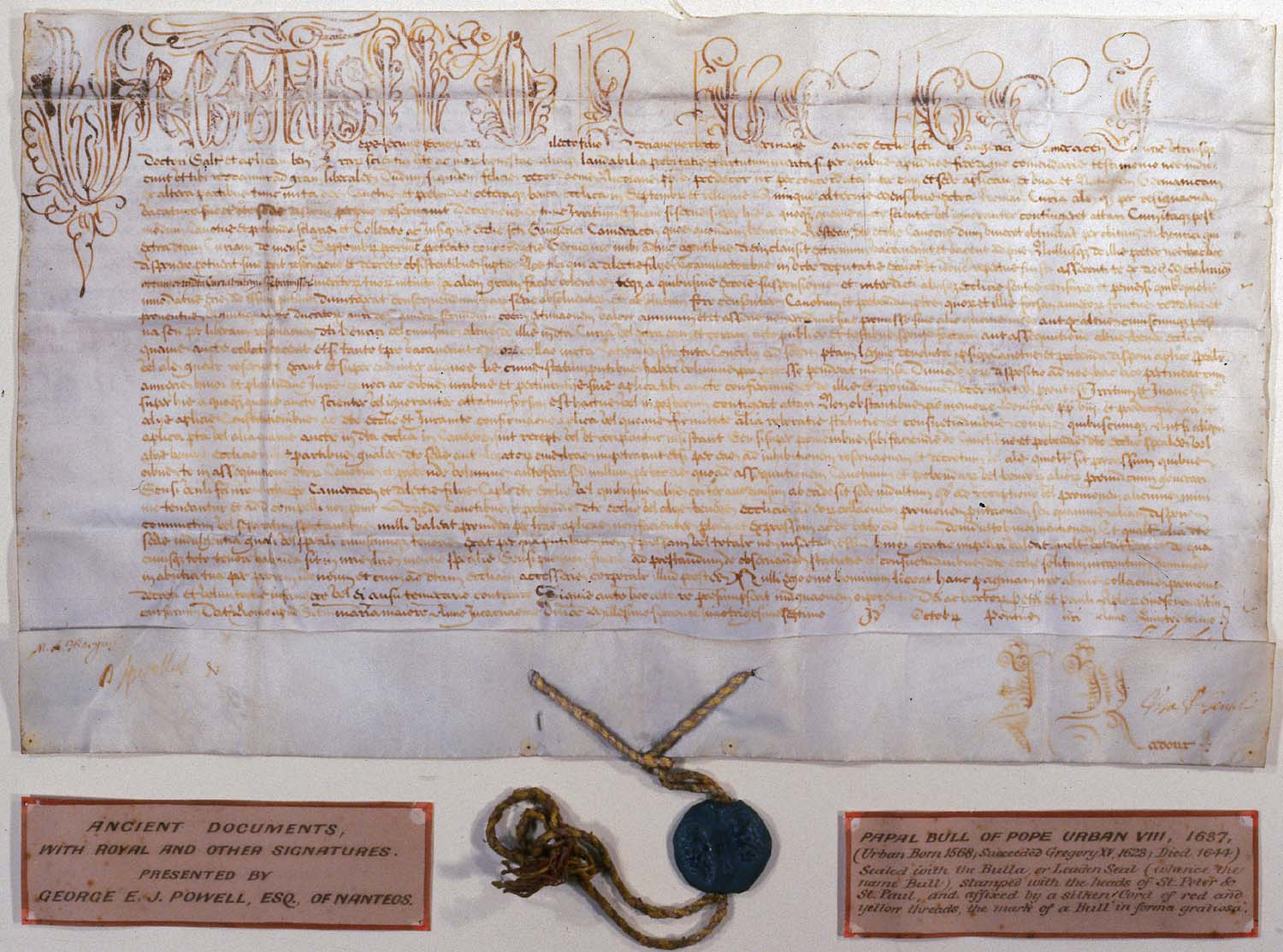
Een pauselijke bul van Urbanus VIII uit 1637.

Een bul is een officieel document van pausen, vorsten en universiteiten. Verschillende Nederlandse studentenverenigingen reiken ook een bul uit aan hun nieuwe leden bij het verkrijgen van het lidmaatschap. Het woord bul komt van het Latijnse bulla, het loden (soms gouden) zegel aan pauselijke oorkonden.

## Paus
Een pauselijke bul bevat normaliter instructies en exhortaties, openbaarmakingen. In de oorkondeleer wordt de term bul gereserveerd voor plechtige pauselijke oorkonden die voorzien zijn van een bulla, een gouden of loden zegel.
Een bijzondere pauselijke bul is de encycliek (zendbrief of herdersbrief). Hierin reflecteert de Paus Bijbelteksten en -interpretaties aan maatschappelijke en kerkelijke ontwikkelingen.

## Wereldlijke vorst
Een vorstelijke bul is een officieel geschreven besluit of oorkonde die is uitgevaardigd door een wereldlijke vorst, zoals een keizer, koning, hertog of andere hooggeplaatste edelman. Hoewel het woord “bul” vaak wordt geassocieerd met pauselijke documenten (pauselijke bullen), werden dus ook wereldlijke beslissingen in deze vorm gegoten.

### Kenmerken van een vorstelijke bul
Een vorstelijke bul is een rechtsgeldige besluit van wereldlijke heersers. Het heeft een metalen of loden zegel om authenticiteit te waarborgen. Het document is geschreven in eeh formele taal, meestal in het Latijn of de toenmalige officiële landstaal. Het werd gebruikt als oorkonden van privileges, stadsrechten, gronduitgifte, erfrechten, benoemingen enz.

### Voorbeelden van vorstelijke bullen

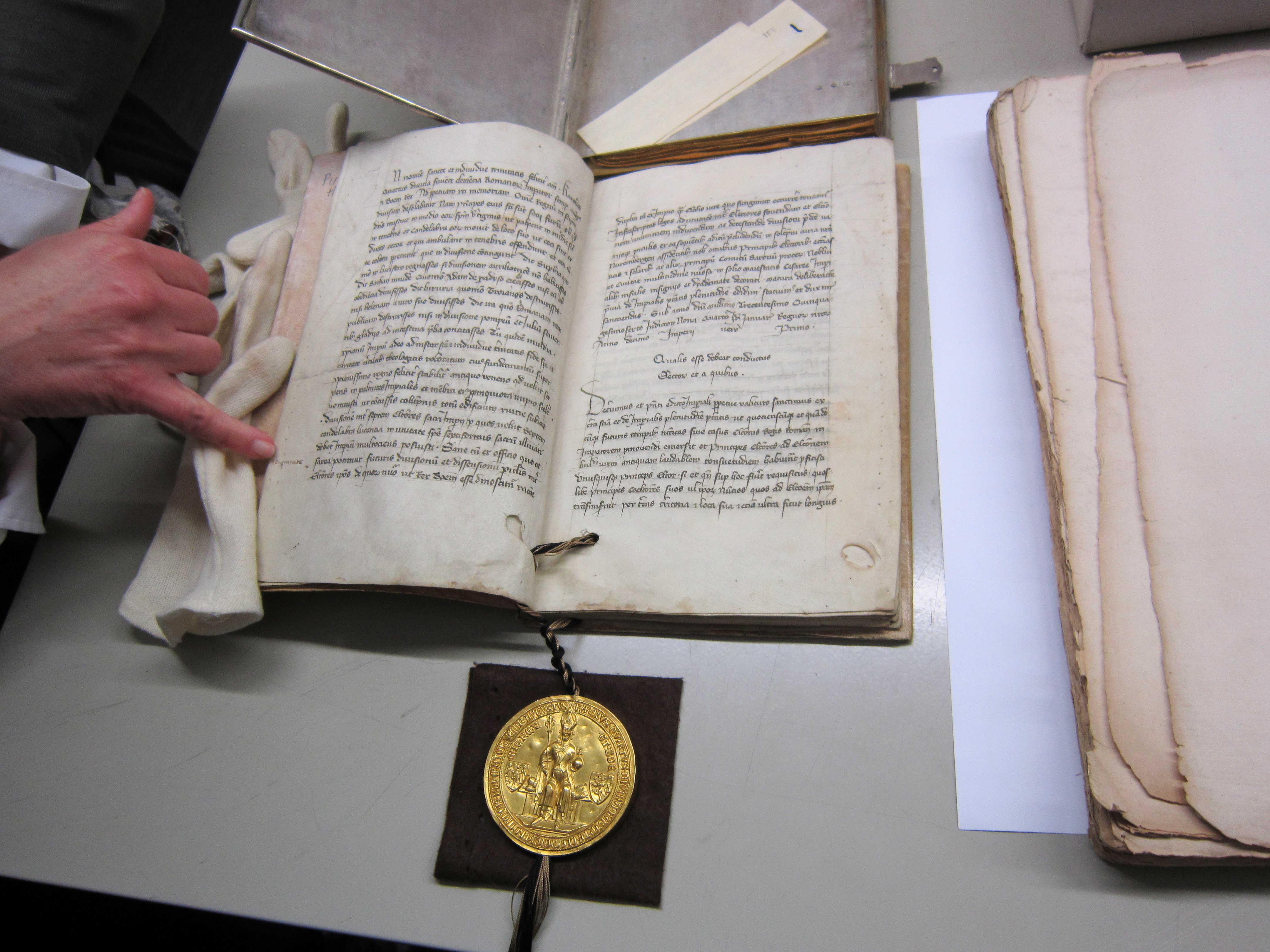
De Gouden Bul van 1356.

- De Gouden Bul van 1356 (Keizer Karel IV): De Gouden Bul werd uitgevaardigd door de Heilige Roomse keizer Karel IV. De bul legde de verkiezing van de Duitse koning vast door zeven keurvorsten. Deze bul had grote impact, gezien het op een structurele manier bepaalde hoe de keizersverkiezing verliep. Het was dus een basisdocument voor de constitutionele structuur van het Heilige Roomse Rijk.[1]

- De Bul van Frederik Barbarossa aan Leuven (1150) bevat de door Keizer Frederik I (Barbarossa) verleende rechten aan de stad Leuven. Het bevestigde de rechten van Leuven en garandeerde haar autonomie binnen het Heilige Roomse Rijk. Hierdoor verhoogde het prestige van Leuven en gaf het economische stimulansen.

- De Bul van Karel V aan Antwerpen (1531): Karel V bevestigde via een bul de oprichting van de Raad van Financiën en andere bestuursinstellingen. Bevestigde de centralisatie van bestuur in de Nederlanden.

## Universiteit

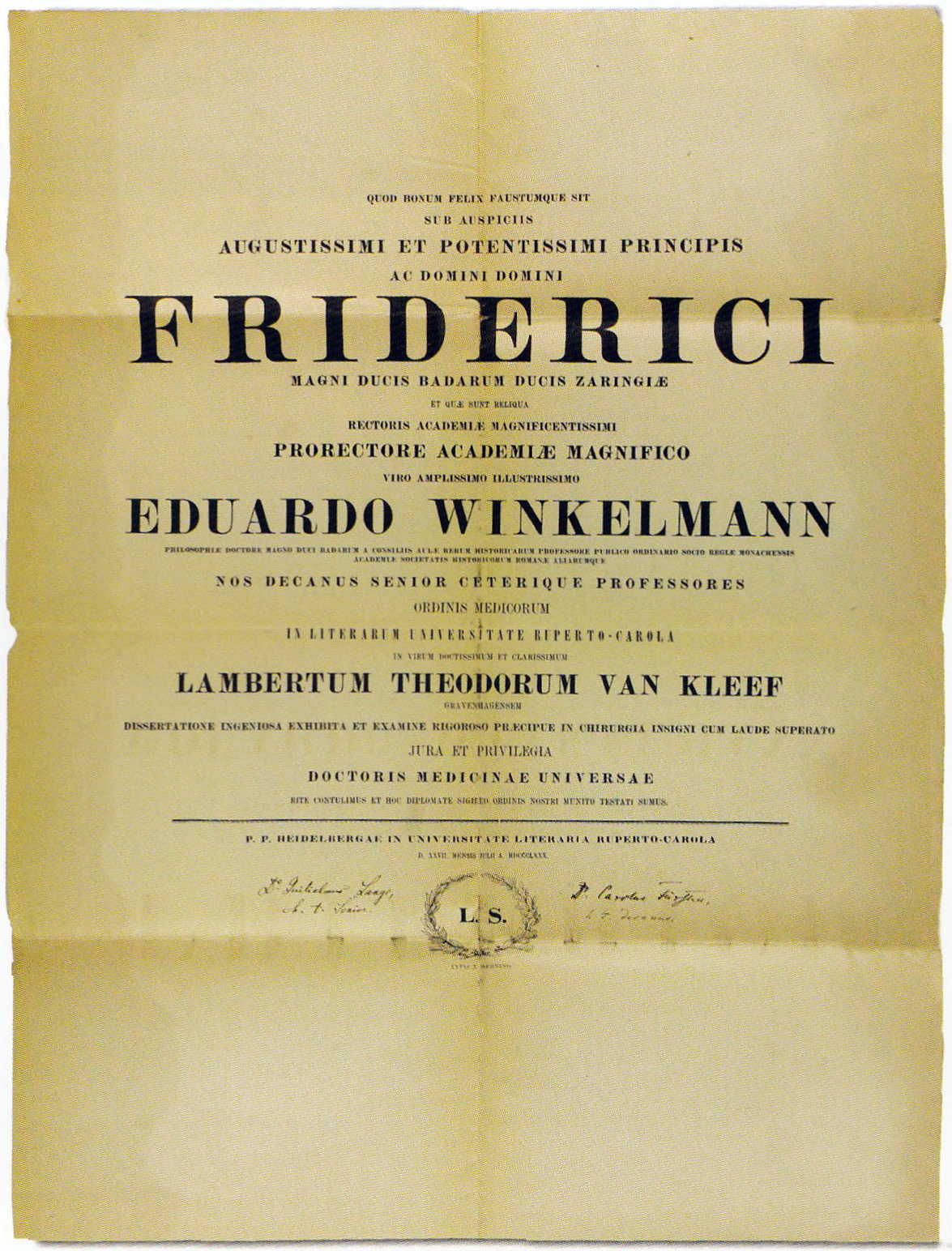
Doctoraatsbul van Lambert van Kleef, Universiteit van Heidelberg 1880

Een universitaire bul is een oorkonde die als bewijs dient dat de ontvanger (een deel van) zijn universitaire opleiding met succes heeft voltooid. Er zijn enkele soorten bullen te onderscheiden.
- Veel Nederlandse universiteiten verstrekken een propedeusebul - bijgenaamd "P" - aan studenten die met goed gevolg het propedeutisch examen hebben afgelegd.
- Sinds de invoering van het bachelor-masterstelsel ontvangt de academische student na het succesvol afronden van de bacheloropleiding de bachelorbul, waarna hij de graad Bachelor of Arts (B.A.), Bachelor of Science (B.Sc.) of, afhankelijk van de gevolgde studie, een andere titel zoals Bachelor of Laws (L.L.B.) mag dragen.
- Wie met goed gevolg een masteropleiding heeft afgelegd, ontvangt een masterbul. De alumnus mag hiermee de universitaire titel master (Master of Arts (M.A.), Master of Science (M.Sc.), Master of Laws (LL.M.)), meester (mr.), doctorandus (drs.) of ingenieur (ir.) voeren.
- Diegenen die een doctoraatsstudie hebben afgerond en deze succesvol verdedigd hebben, ontvangen een doctoraatsbul. De ontvanger verkrijgt daarmee de hoogste academische graad en is gerechtigd tot het voeren van de titel doctor (dr.). Het behalen van de doctorsgraad wordt ook wel promotie genoemd.
- Een arts in spe die na een academische studie ook zijn artsexamen heeft behaald ontvangt een bul, de artsenbul genoemd. Hij moet hierbij ook de artseneed (Eed van Hippocrates) afleggen.

Een universitaire bul is een waardevol document dat slechts één keer wordt verstrekt en waarvan geen kopieën worden gemaakt. Indien een persoon zijn bul kwijtraakt, kan de universiteit alleen een gewaarmerkte kopie van de betreffende pagina in het examenboek verstrekken als vervanging. Werkgevers kunnen alleen informatie of een kopie uit het examenboek krijgen als de betrokkene daarvoor schriftelijk of per fax toestemming heeft gegeven.
In de Angelsaksische landen is het degree certificate (masterniveau) vergelijkbaar met het masterdiploma (bul). In Frankrijk staat het maîtrise-diploma gelijk aan het masterdiploma. De Franse licence is vergelijkbaar met de bachelor-titel die bestaat op de Europese universiteiten na de invoering van het bachelor-masterstelsel.

## Studentenvereniging
In de 18e en 19e eeuw, de tijden van de ontgroensenaten, werd soms bij Nederlandse studentenverenigingen aan het einde van de ontgroening een bul aan de student uitgereikt om te symboliseren dat de betreffende student vanaf dat moment groen-af was, oud-student geworden was. Deze bul was een regelrechte kopie van de academische bul hierboven genoemd en tegen het uitreiken ervan is meermalen (tevergeefs) geprotesteerd door de academische senaten.